# هارولد جونسون (أستاذ جامعي)
هارولد جونسون (بالإنجليزية: Harold Lester Johnson)‏ هو عالم فلك أمريكي، ولد في 17 أبريل 1921 في دنفر في الولايات المتحدة، وتوفي في 2 أبريل 1980 في مدينة مكسيكو في المكسيك بسبب نوبة قلبية.

## وصلات خارجية
- هارولد جونسون على موقع الموسوعة البريطانية (الإنجليزية)